# Saint-Rémy, Deux-Sèvres
Saint-Rémy är en kommun i departementet Deux-Sèvres i regionen Nouvelle-Aquitaine i västra Frankrike. Kommunen ligger i kantonen Niort-Nord som tillhör arrondissementet Niort. År 2022 hade Saint-Rémy 1 090 invånare.

## Befolkningsutveckling
Antalet invånare i kommunen Saint-Rémy
| Referens: INSEE |